# Йедличе
Йедлѝче (на полски: Jedlicze) е град в Югоизточна Полша, Подкарпатско войводство, Кросненски окръг. Административен център е на градско-селската Йедлишка община. Заема площ от 10,60 км2.

## Население
Според данни от полската Централна статистическа служба, към 1 януари 2014 г. населението на града възлиза на 5 748 души. Гъстотата е 542 души/км2.